# Monastero di Gümüşler
Il monastero di Gümüşler è un monastero in Turchia, nell'Anatolia Centrale.

## Descrizione
Situato nel comune di Gümüşler nella provincia di Niğde, costruito in un grande ammasso roccioso, è sopravvissuto ben conservato nella regione della Cappadocia ed è uno dei più grandi monasteri della regione. Non ci sono informazioni sul nome e sulla storia della città di Gümüşler nel Medioevo.

## Galleria d'immagini

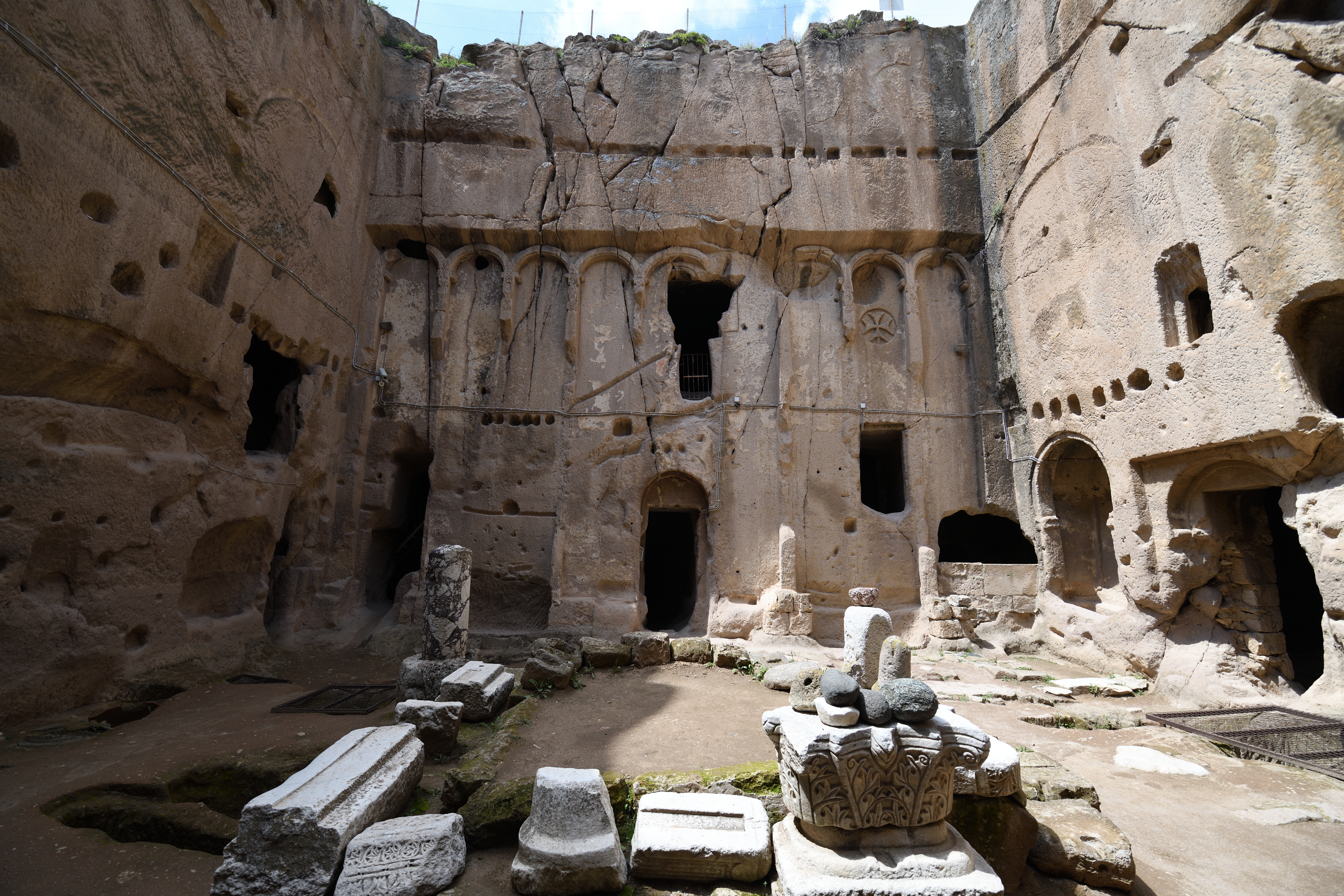
Cortile del monastero, Gümüşler, Niğde
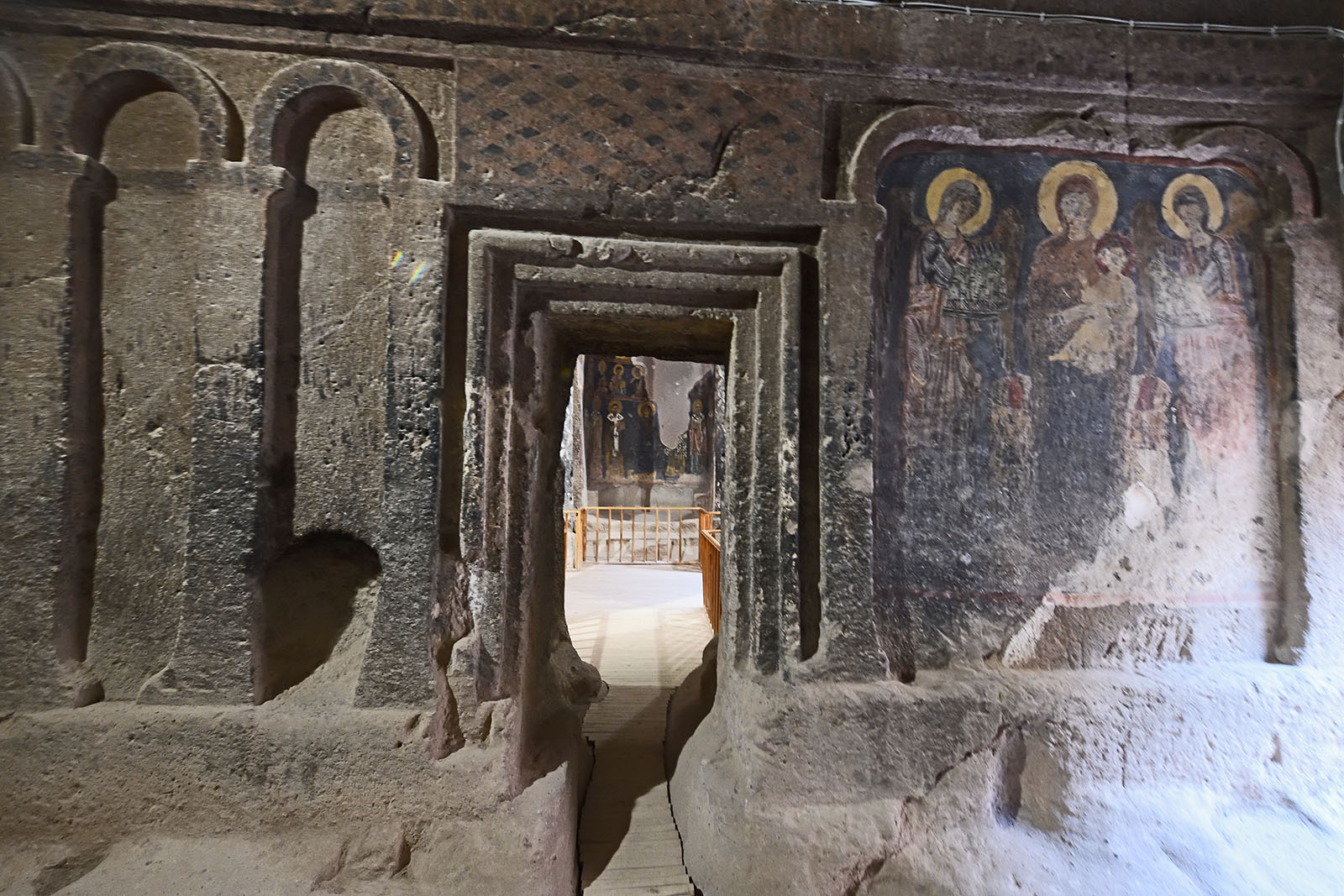
Nartace del Monastero di Gümüşler
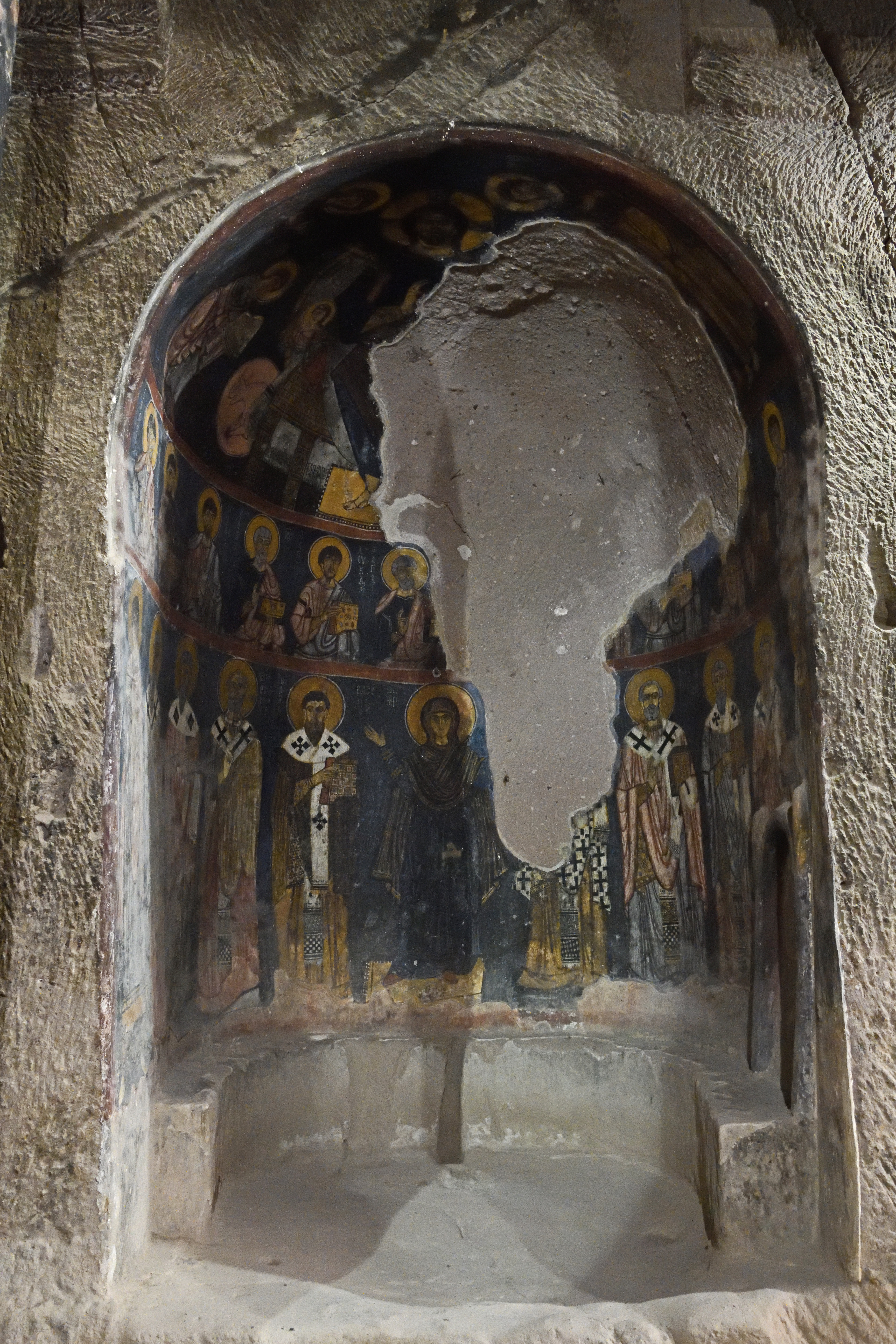
Accesso principale del Monastero di Gümüsler
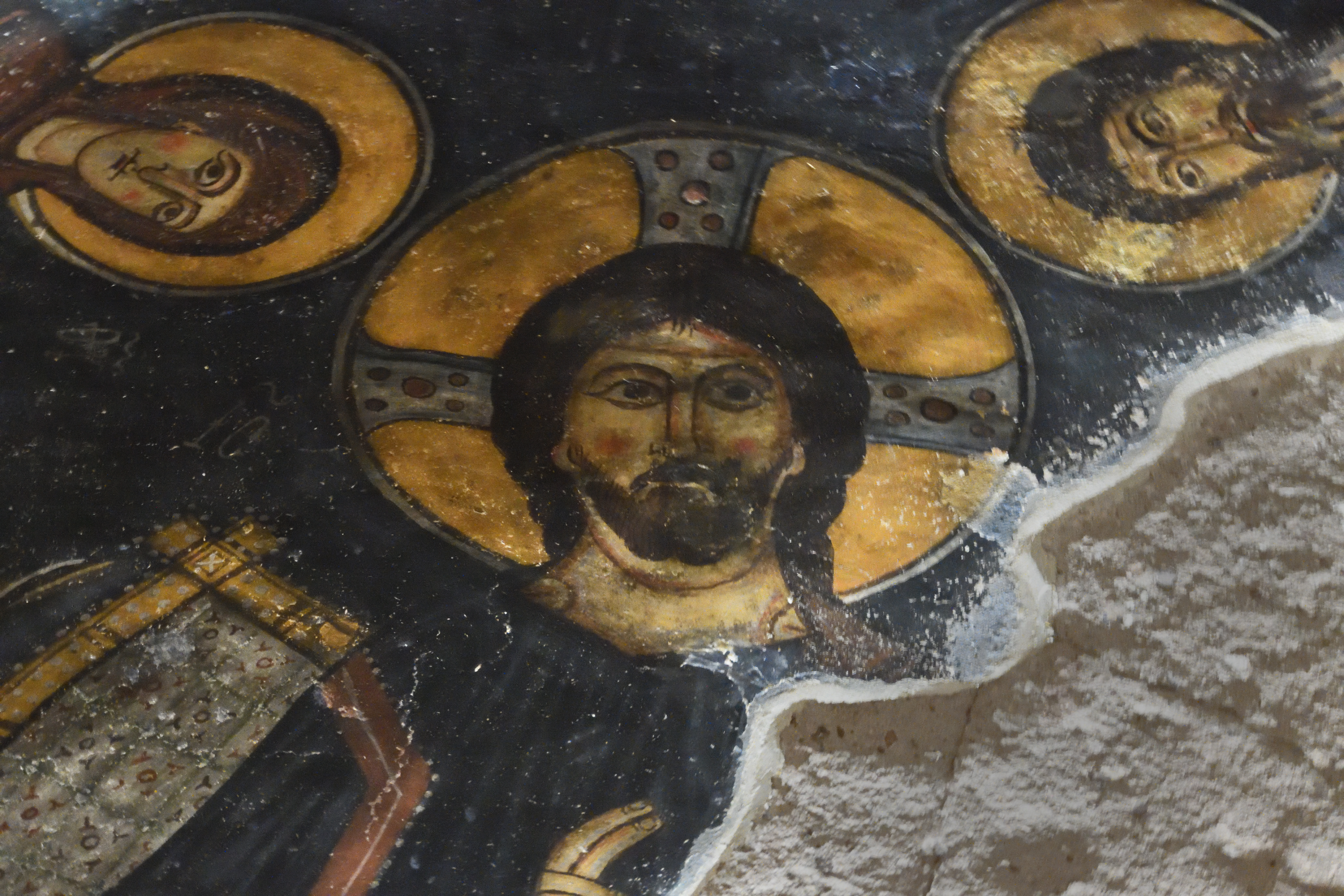
Ascesso principale, Cristo in trono
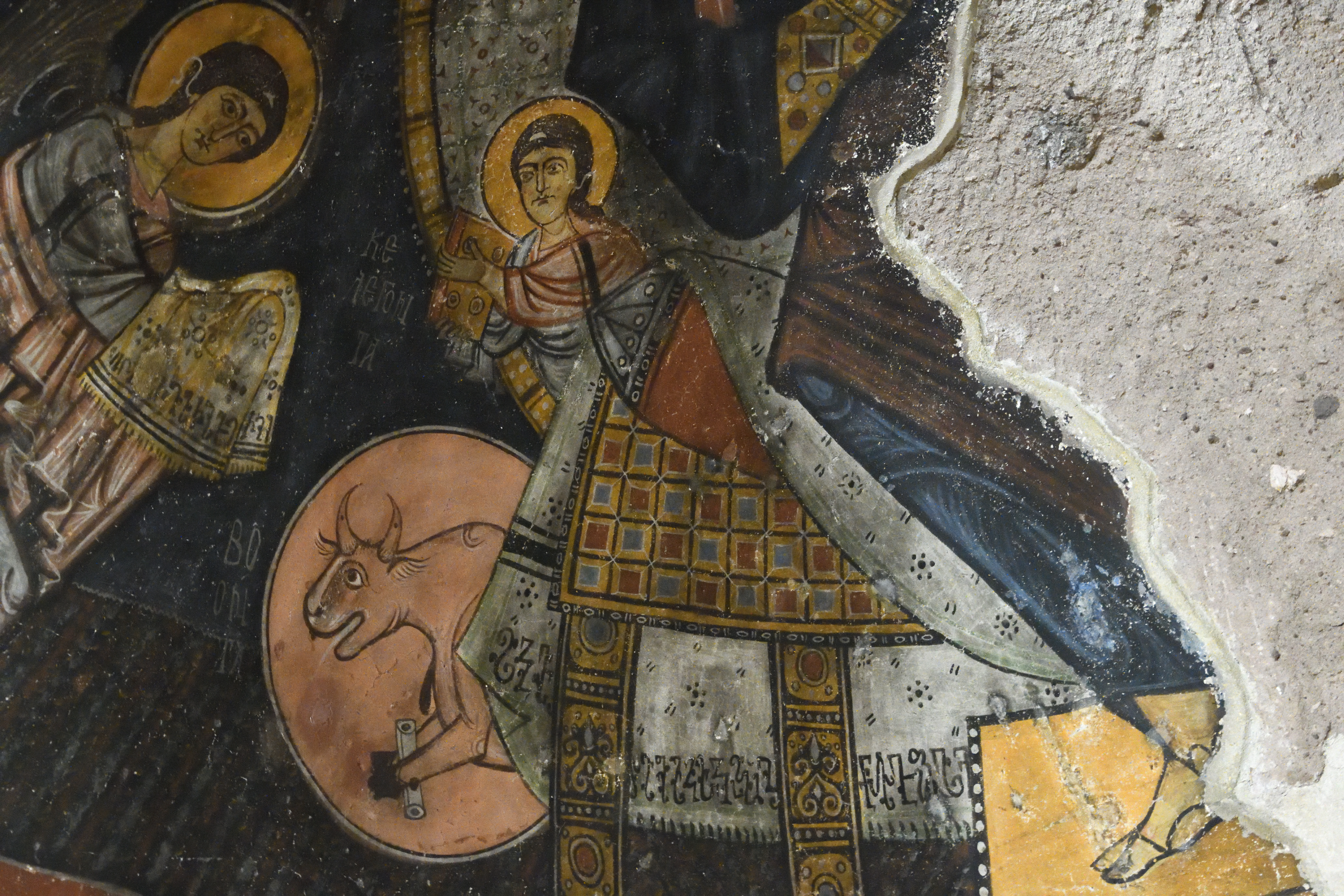
Abside principale con simboli di scrittori evangelici
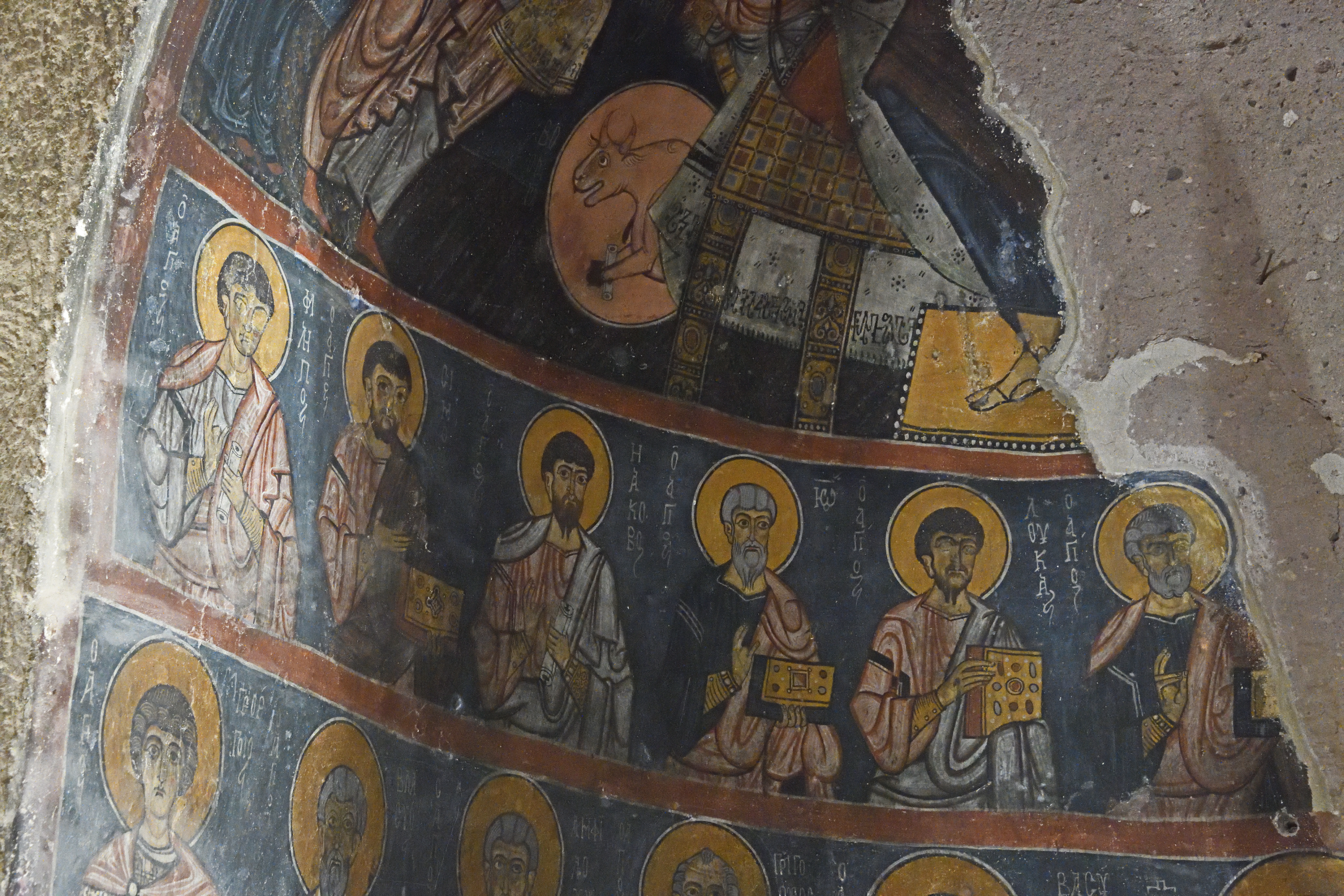
Accesso principale Discepoli
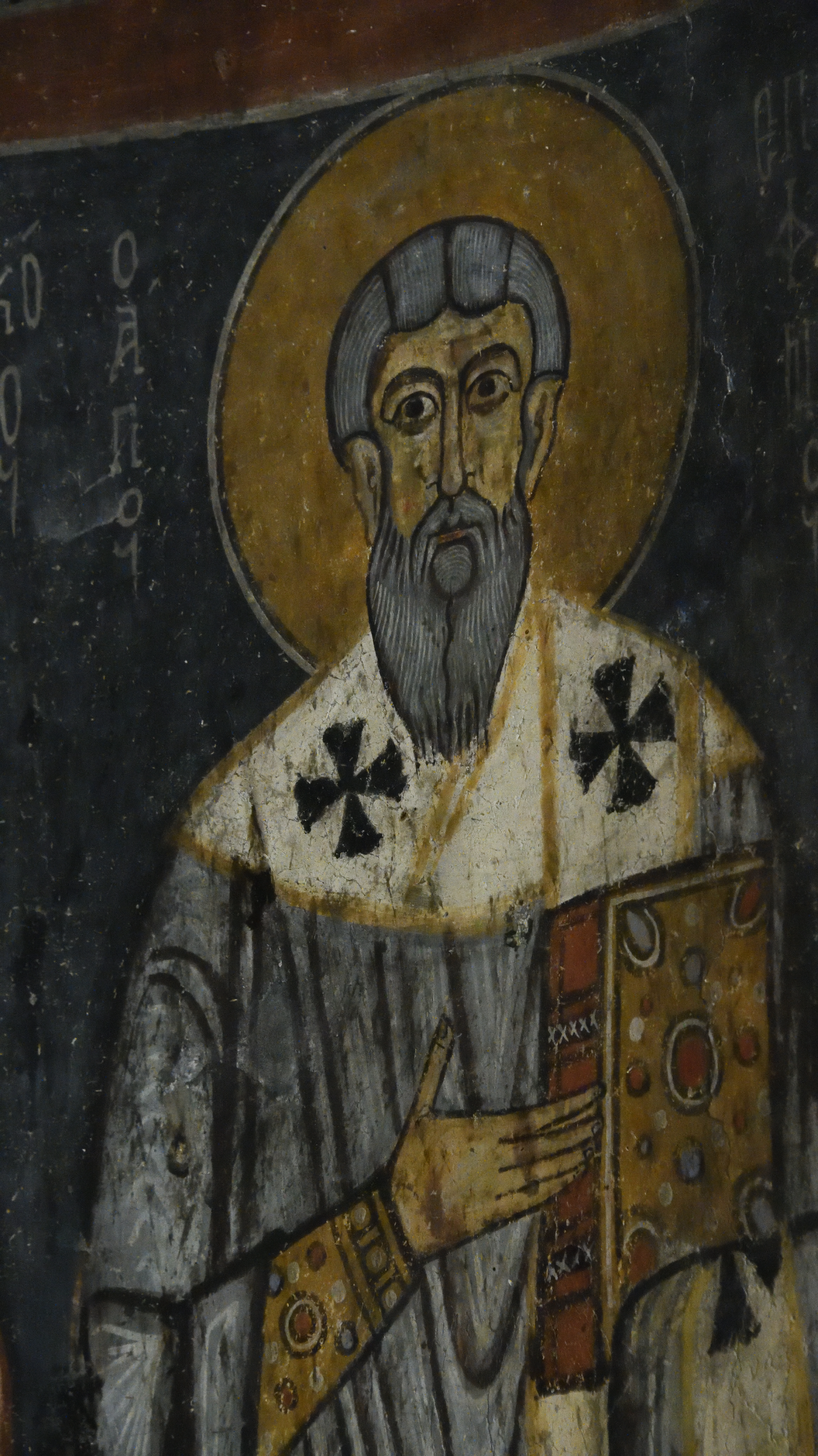
Padre della chiesa del monastero di Gümüşler
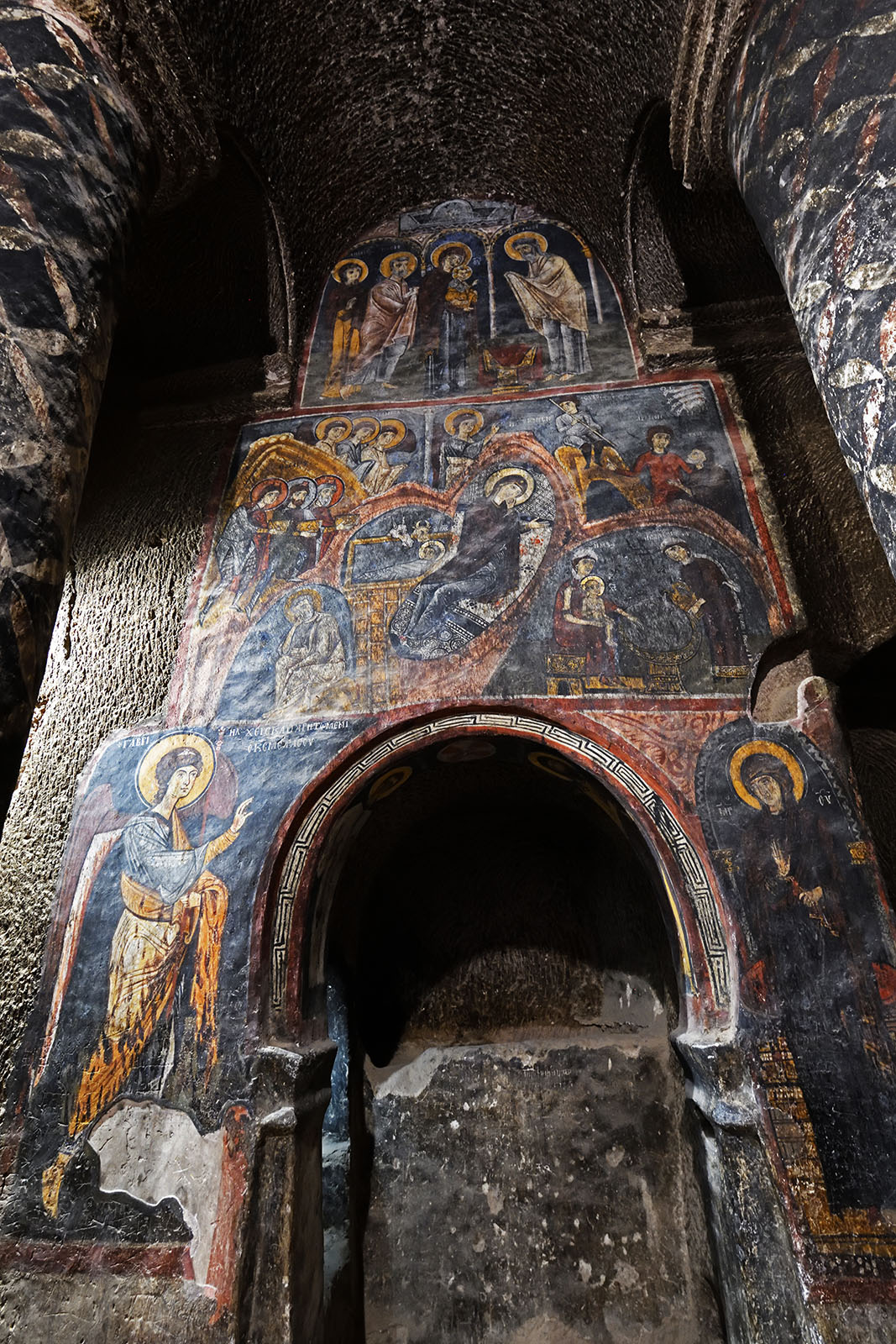
Navata nord del Monastero di Gümüsler
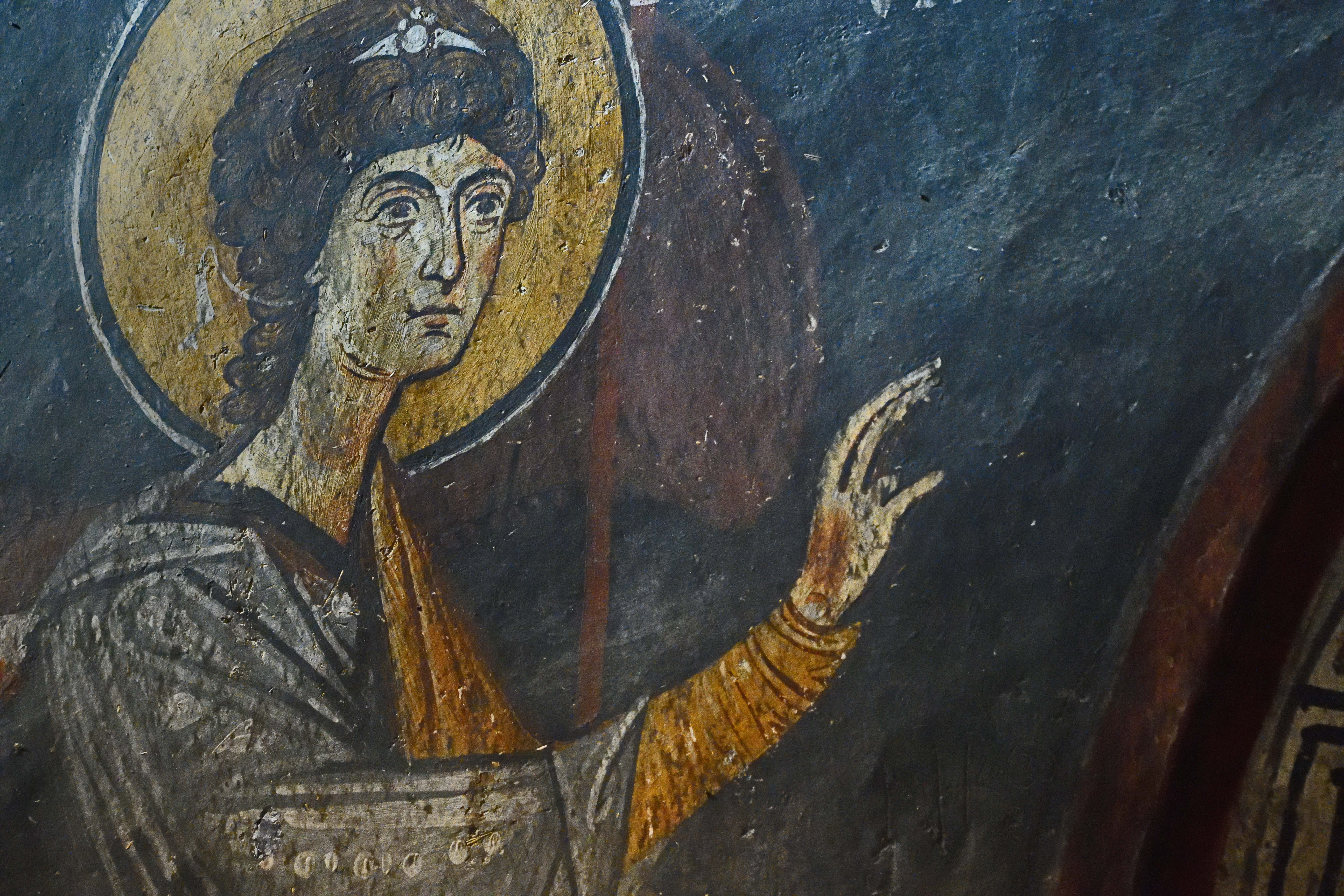
Annunciazione della navata nord del monastero di Gümüşler
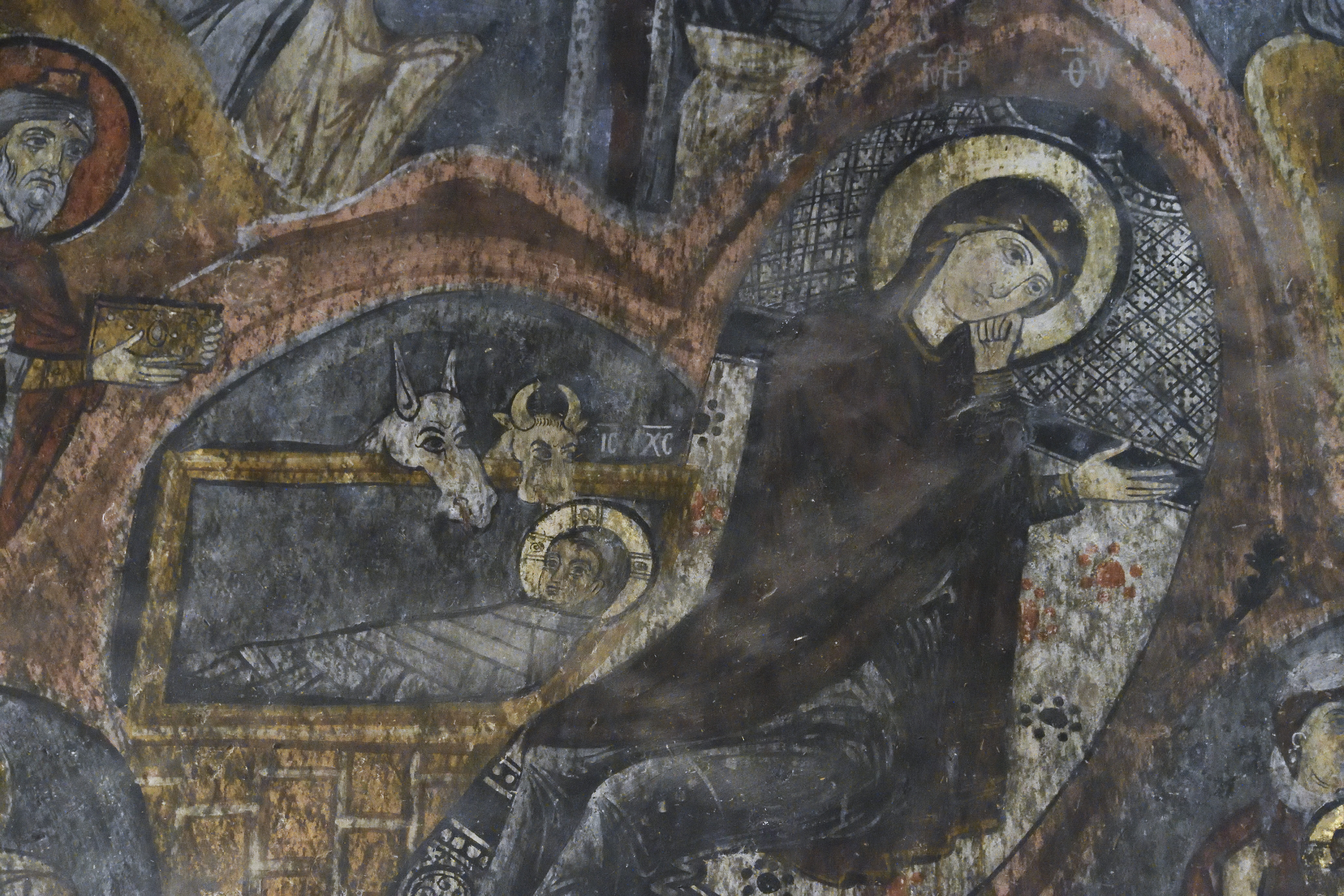
Presepe della navata nord del Monastero di Gümüşler
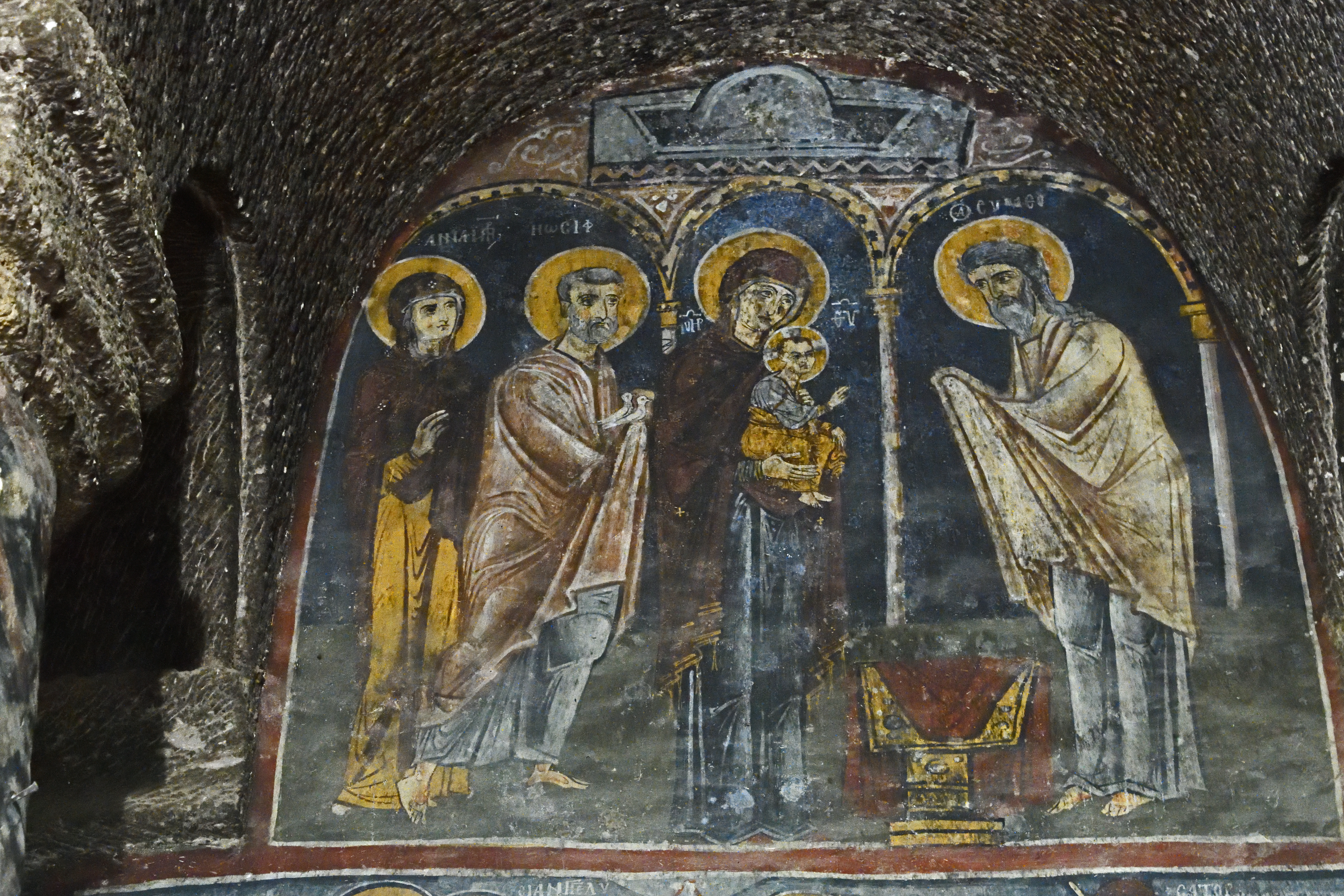
Navata nord, presentazione nel tempio
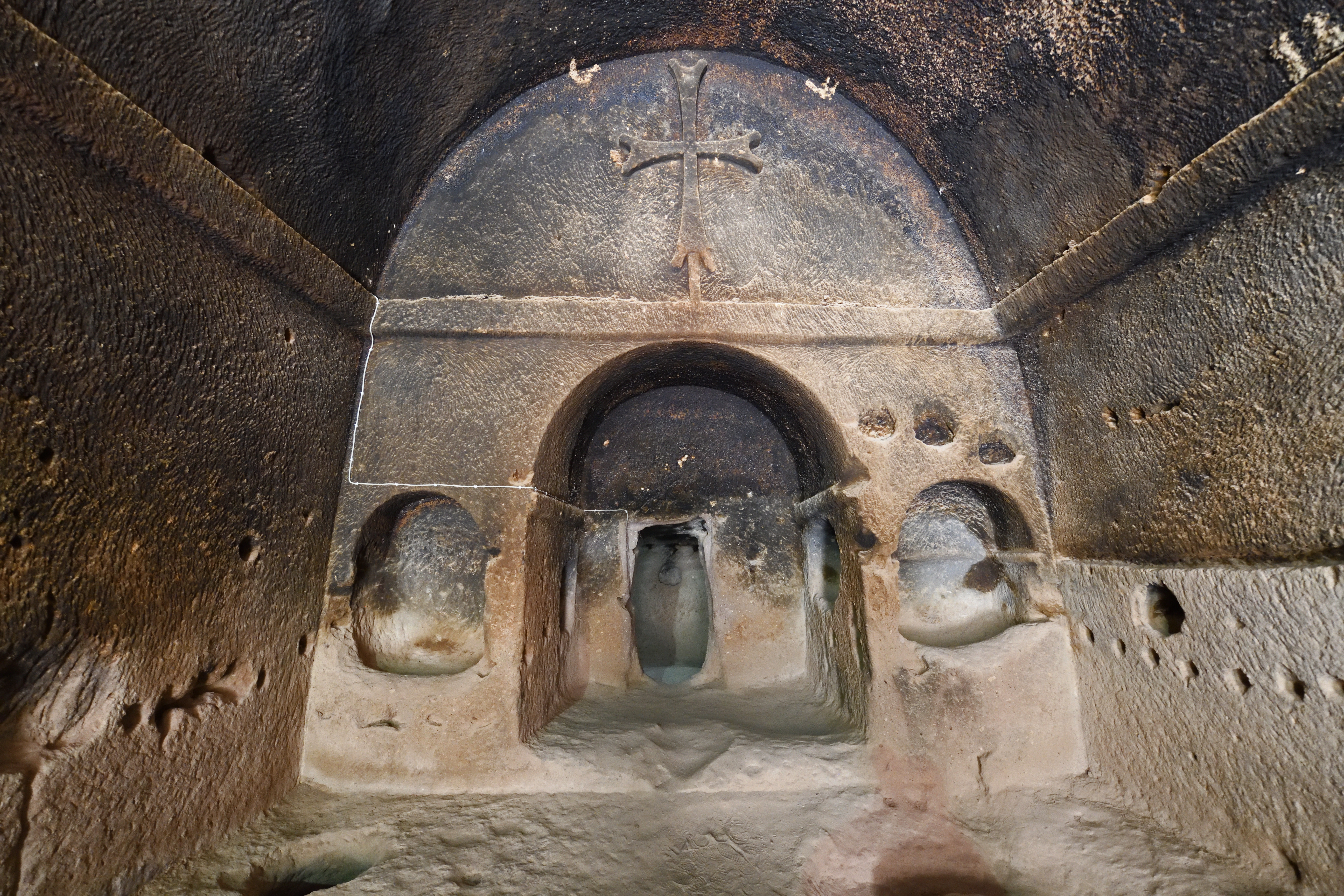
Sala del monastero di Gümüşler a destra del cortile
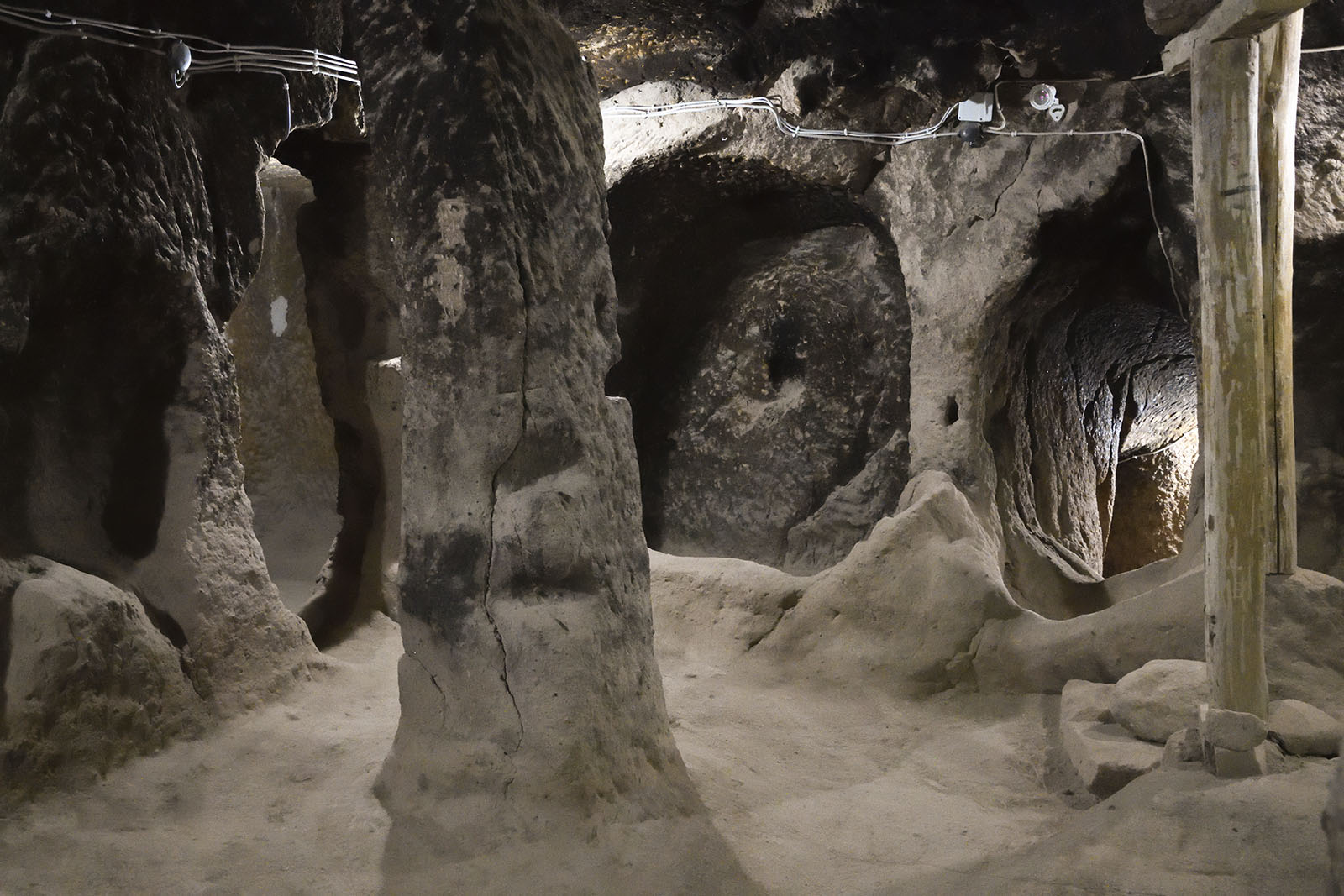
Area sotterranea del Monastero di Gümüşler